# Sipos László (fotóművész)
Sipos László (Nyíregyháza, 1960. június 14. –) magyar fotóművész, Forster-emlékérmes műemlékfotós, akinek műemlékvédő és műemlékfotózással kapcsolatos munkásságát 2018-ban felvette a nemzeti értékek közé a Nyíregyházi Települési Értéktár Bizottság.

## Élete
Tanulmányait Nyíregyháza és Szeged városában folytatta, művésztanárai Pál Gyula, Németh Lászlóné Michna Éva és Krutilla József voltak.
Harminc éve foglalkozik műemlékfotózással, filmezéssel. Öt földrész 112 országában több mint húszezer – nem digitális - műemlékfotót készített, kétszáz órányi videofilmet forgatott. Különösen a környezet- és műemlékvédelem, a táj és a műalkotás viszonya foglalkoztatja. Legújabb albumainak középpontjában azonban már az ember áll.
Színes és fekete-fehér műemlékfotói jelentek meg - többek között - az Armenia, az Értékmentő, a Falu Város Régió, a Hajdú-Bihari Napló, Kelet-Magyarország, a Korzó, a Műemlékvédelem, a Műsorkalauz, a Nyírségi Gondolat, az Örökség, a Polonia Węgierska, a Szabolcs-Szatmár-Beregi Szemle és a Megyei Könyvtárak Lapja 1999-2024. évi számaiban, a szlovákiai Régió c. kulturális folyóiratban, továbbá ausztriai és hazai képeslapokon, almanachokban, kiadványokban és fesztiválfüzetekben.
2008-ban a kulturális és oktatási miniszter – az indokolás szerint a műemlékvédelem ügyét előmozdító kiemelkedő publikációs (és műemlékfotós) tevékenységért – a Magyar Műemlékvédelemért – Forster Gyula-Emlékéremmel tüntette ki.
Eddig tizennyolc fotóalbuma és tizennyolc – saját műemlékfotóit tartalmazó – tanulmánykötete látott napvilágot. Több mint hatvan önálló fotó- és fotografika kiállítása nyílt meg, Magyarországon, Ausztriában és Szlovákiában. Számos fotoshow-t tartott hazai és külföldi egyetemeken, főiskolákon, könyvtárakban, illetve Nyíregyháza városában, a Bencs Villában. Több esetben kérték föl műemlék- és szociofotó pályázatok zsűrizésére, továbbá színházi fesztiválok és vetélkedők zsűritagjának, olykor pedig festő- és grafikusművészek albumainak bemutatására. Kiállításmegnyitó beszédeit két kötetben jelentették meg. (Találkozások – Örökségünk Könyvkiadó, 2020. ISBN 978-615-5788-37-6., Találkozások 2. Beszédek és beszélgetések a közelmúltból - Örökségünk Könyvkiadó, 2021. ISBN 978-615-5788-69-7.)

## Fotóalbumai
- Sába földjén (Örökségünk Könyvkiadó, 2010. Harmadik kiadás: 2018. ISBN 978-963-9694-23-1)
- Ősi örmény templomok / Ancient Armenian Churches / Uralte Armenische Kirchen (Örökségünk Könyvkiadó, 2010. ISBN 978-963-9694-26-2)
- Tibet - Égiek és földiek, hegyek és kolostorok (Örökségünk Könyvkiadó, 2011. ISBN 978-963-9694-31-6)

„E kötet tanúsítja, hogy Tibet arcának ráncairól, mosolyáról és gondjairól úgy lehet képekben beszélni, ahogy az Sipos László elmélyült tehetségéből telik.” – írta Makk Károly filmrendező.
- Tibet - The Supernal and the Earthly, Mountains and Monasteries (Örökségünk Könyvkiadó, 2011. ISBN 978-963-9694-32-3)
- Angkor (Örökségünk Könyvkiadó, 2012. ISBN 978-963-9694-35-4)
- ...és a khmerek (Örökségünk Könyvkiadó, 2012. ISBN 978-963-9694-40-8)
- Díszletek az örökkévalóságnak (dupla fotósalbum)(Örökségünk Könyvkiadó, 2013. ISBN 978-963-9694-47-7)
- Sorsfotók - Élet(mű)album 1988-2013 (Örökségünk Könyvkiadó, 2013. ISBN 978-963-9694-48-4)
- Sorsfotók 2 - Élet(mű)album 1987-2014 (Örökségünk Könyvkiadó, 2014. ISBN 978-963-9694-53-8)
- Arcok és Sorsok (dupla fotósalbum)(Örökségünk Könyvkiadó, 2015. ISBN 978-963-9694-61-3)
- In memoriam Palmyra (Örökségünk Könyvkiadó, 2016. Harmadik kiadás: 2017. ISBN 978-963-9694-83-5)
- Gyermek(sors)fotók (Örökségünk Könyvkiadó, 2016. ISBN 978-963-9694-84-2)
- Az eltűnt IDŐ nyomában (fotóalbum, interjúkkal) (Örökségünk Könyvkiadó, 2017. ISBN 978963 9694-94-1)
- The destroyed World Heritage / In memoriam Palmyra (Örökségünk Könyvkiadó, 2017. ISBN 978-963-9694-96-5)
- On Sheba’s Land (Örökségünk Könyvkiadó, 2018. ISBN 978-615-5788-14-7)
- Perszepolisz – Az időtlenség oszlopai (Örökségünk Könyvkiadó, 2019. ISBN 978-615-5788-19-2)
- Persepolis - The columns of timelessness (Örökségünk Könyvkiadó, 2019. ISBN 978-615-5788-20-8)
- Jézustól Szent Lászlóig - Középkori falképek Szabolcs-Szatmár-Beregből (Örökségünk Könyvkiadó, 2021. ISBN 978-615-5788-70-3.)

## Tanulmánykötetei
- Titkot rejtő műemlékek - Műemlékvédelmi és művészettörténeti tanulmányok 1999-2011 /37 műemlékfotóval/

(Örökségünk Könyvkiadó, 2011. ISBN 978-963-9694-33-0)
- Titkot rejtő városok - Műemlékvédelmi, művészet- és kultúrtörténeti írások 1999-2012 /80 műemlékfotóval/

(Örökségünk Könyvkiadó, 2012. ISBN 978-963-9694-42-2)
- Titkot rejtő vidékek - Műemlékvédelmi, művészet- és kultúrtörténeti írások 2010-2015 /97 fotóval/

(Örökségünk Könyvkiadó, 2015. ISBN 978-963-9694-69-9)
- Értékmentő(ben) - Műemlékvédelmi írások, tanulmányok és tudósítások /73 műemlékfotóval/

(Örökségünk Könyvkiadó, 2015. ISBN 978-963-9694-74-3)
- Helyszíni szemle - Műemlékvédelmi és művészettörténeti tanulmányokkal /60 műemlékfotóval/

(Örökségünk Könyvkiadó, 2016. Két kiadásban ISBN 978-963-9694-78-1)
- Eltűnt idő - Beszélgetések műemlékvédelemről, fotózásról 1999-2017 /100 fotóval/

(Örökségünk Könyvkiadó, 2017. ISBN 978-615-5788-01-7)
- A mosolygó szentek földjén - Műemlékvédelmi és művészettörténeti tanulmányok a Felső-Tisza-vidékről /56 műemlékfotóval/

(Örökségünk Könyvkiadó, 2018. ISBN 978-615-5788-07-9)
- Once upon a time - Papers on the protection of ancient monuments, cultural and art history / 67 műemlékfotóval/

(Örökségünk Könyvkiadó, 2019. ISBN 978-615-5788-38-3)
- Tíz falat Lengyelország - világörökségekkel fűszerezve. Műemlékvédelmi, művészeti és kultúrtörténeti írások 2006-2020 / 33 fotóval/

(Örökségünk Könyvkiadó, 2020. ISBN 978-615-5788-43-7)
- Titkot rejtő világörökségek - Műemlékvédelmi és művészettörténeti írások 2009-2020 /101 fotóval/

(Örökségünk Könyvkiadó, 2020. ISBN 978-615-5788-47-5)
- Titkot rejtő templomok -Műemlékvédelmi és művészettörténeti írások a Felső-Tisza-vidék szakrális építészetéről és falképeiről /100 fotóval/

(Örökségünk Könyvkiadó, 2020. ISBN 978-615-5788-53-6)
- Tanulmányok Szabolcs-Szatmár-Bereg középkori falképeiről /37 fotóval/

(Örökségünk Könyvkiadó, 2021. ISBN 978-615-5788-71-0)
- Kontinentális kalandozások - Műemlékvédelmi, művészet- és kultúrtörténeti írások Európa országaiból /113 fotóval/

(Örökségünk Könyvkiadó, 2022. ISBN 978-615-5788-77-2)
- Mesebeli Afrika - Kalandozások a Gibraltári-szorostól a Jóreménység fokáig - Műemlékvédelmi, művészet- és kultúrtörténeti írások /127 fotóval/

(Örökségünk Könyvkiadó, 2022. ISBN 978-615-5788-88-8)
- Ausztrália, Új-Zéland és egy csöpp Óceánia - Műemlékvédelmi, művészet- és kultúrtörténeti írások /83 fotóval/

(Örökségünk Könyvkiadó, 2022. ISBN 978-615-5788-89-5)
- Amerikai utazások - Kanadától a Tűzföldig /151 fotóval/

(Summa Pont Könyvkiadó, 2023. ISBN 978-615-01-6812-8)
- Helyszíni szemle 2. -  Jog- és művészettörténeti tanulmányok /88 műemlékfotóval/

(Summa Pont Könyvkiadó, 2023. ISBN 978-615-01-8490-6)
- Napkeleti kalandozások - Japántól Vietnámig /108 fotóval/

(Summa Pont Könyvkiadó, 2024. ISBN 978-615-6743-00-8)

## Egyéni kiállításai

### Külföldi egyéni fotókiállításai
Első fotókiállításait – közép-ázsiai képeiből – Hilda Putschögl rendezte,
- Breitenfurt bei Wienben,
- Bécsben, a „Z”-ben,
- Baden bei Wienben.

Egyéni fotókiállítása Szlovákiában:
- 2012 "Tváre a osudy" Streda nad Bodrogom (Bodrogszerdahely), Vécsey-kastély

### Magyarországi egyéni fotókiállításai
- 2010 "Ősi örmény templomok" Nyíregyháza, Vikár Sándor Zeneiskola
- 2010 "Sába földjén" Nyíregyházi Művészeti Hetek, Móricz Zsigmond Könyvtár kiállítóterme
- 2010 "Arcok és sorsok" Debreceni Egyetem Egészségügyi Kara
- 2011 "Égiek és földiek" Vaja város, Vay Ádám Múzeum földszinti termei
- 2011 "Hegyek és kolostorok" Nyíregyháza, Hotel Centrál***
- 2011 "Tibeti mesék" Nyíregyháza, SZGK Galéria
- 2011 "Égiek és földiek" Mátészalka, Szatmár Múzeum
- 2012 "Sorsfotók" Nyíregyháza, Centrál Pince
- 2012 "Fotografikák Sába földjéről" Debrecen, Debreceni Egyetem Elméleti Galéria
- 2012 "Angkor" Nyíregyháza, Móricz Zsigmond Könyvtár társalgója
- 2012 "Díszletek az örökkévalóságnak" Nyíregyháza, Móricz Zsigmond Színház
- 2013 "Díszletek az örökkévalóságnak" Nyíregyháza, Bencs villa
- 2013 "Titkot rejtő városok" Nyíregyháza, Móricz Zsigmond Könyvtár kiállítóterme
- 2013 "Sorsfotók" Nyíregyháza, Nyíregyháza, Móricz Zsigmond Könyvtár társalgója és kamaraterme
- 2014 "Érték és Mérték" Nyíregyháza, Móricz Zsigmond Könyvtár társalgója
- 2014 "Képek és képtelenségek" Nyíregyháza, Bencs Villa
- 2014 "Voltam..." Sipos László retrospektív kiállítása - Vaja város, Vay Ádám Múzeum földszinti termei
- 2014 "Gyermek(sors)fotók" Debreceni Egyetem Egészségügyi Kara
- 2015 "Mesés valóság - Valóságos mese" (Tibet 5) Nyíregyháza, Bencs Villa
- 2015 "A világ körül - természetfotó-kiállítás" Nyíregyháza, Szent Imre Galéria
- 2015 "SORSfotók, avagy Emberek és egyebek" VIDOR Fesztivál 2015. Nyíregyháza, Móricz Zsigmond Könyvtár kamaraterme
- 2015 "Templomok több tételben" Nyíregyháza, Szent Imre Galéria
- 2015 "A világ körül - természetfotó-kiállítás" Vásárosnamény, Eötvös József Általános Iskola és Alapfokú Művészeti Iskola aulája
- 2016 "A világ körül I. - természetfotó-kiállítás" Nyíregyháza, Bencs Villa (2016. január 7-től)
- 2016 "A világ körül II. - természetfotó-kiállítás" Nyíregyháza, Bencs Villa (2016. február 5-től)
- 2016 "Tagore és városa" Nyíregyháza, Bencs Villa
- 2016 "Helyszíni szemle" Nyíregyháza, Szabadság tér - az Ünnepi Könyvhét keretében
- 2016 "Helyszíni szemle" (műemlékfotók) Nyíregyháza, Móricz Zsigmond Könyvtár társalgója
- 2016 "Helyszíni szemle - Örökségvédelem megújult műemlékek tükrében" Nyíregyháza, Szent Imre Katolikus Gimnázium aulája
- 2016 "In memoriam Palmyra" Nyíregyháza, Móricz Zsigmond Könyvtár (az Országos Könyvtári Napok 2016. keretében)
- 2016-2017 "In memoriam Palmyra" Mátészalka, Szatmár Múzeum
- 2016-2017 "Gyermek(sors)fotók" Nyíregyháza, Móricz Zsigmond Könyvtár (könyvbemutatót követően megnyílt kiállítás)
- 2017 "In memoriam Palmyra" Nyíregyháza, Szent Imre Katolikus Gimnázium aulája
- 2017 "Színház az egész világ" VIDOR Fesztivál Nyíregyháza, Móricz Zsigmond Színház kiállítótermei (Meghosszabbítva!)
- 2017 "In memoriam Palmyra" Debrecen, DAB-székház
- 2017 "Az eltűnt idő nyomában - Sába földjén" Nyíregyháza, Móricz Zsigmond Könyvtár társalgója
- 2017 "Amerikából jöttem" Nyíregyháza, Városmajori Művelődési Ház
- 2018 "Eltűnt idők nyomában" Nyíregyháza, Szabolcs-Szatmár-Bereg Megyei Levéltár
- 2018 "Angkor" Nyíregyháza, Szent Imre Katolikus Gimnázium aulája
- 2018 "In memoriam Palmyra" – Nyíregyháza, Sipeki Fotóstúdió, NyírPlaza
- 2018 "Szentek nyomában" - Nyíregyházi Egyetem Központi Könyvtára
- 2018 "In memoriam Palmyra" – Újfehértó, Múzeum
- 2018 "Jézus nyomában" - Nyíregyháza, Városmajori Művelődési Ház
- 2018 "A betlehemi királyok nyomában" - Nyíregyháza, Szent Imre Katolikus Gimnázium aulája
- 2018 "A Három Királyok földjén" - Nyíregyháza, Sipeki Fotóstúdió, NyírPlaza
- 2019 "A Három Királyok nyomában" - Magyar Nemzetei Múzeum Vay Ádám Gyűjteménye, Vaja
- 2019 "Perszepolisz – Az időtlenség oszlopai" - Nyíregyháza, Városmajori Művelődési Ház
- 2020 "Perszepolisz – Az időtlenség oszlopai" - Nyíregyháza, Borbányai Művelődési Ház
- 2020 "Perszepolisz – Az időtlenség oszlopai" - Újfehértó, Múzeum
- 2020 „Eltűnt idő nyomában” - Nyíregyháza, Móricz Zsigmond Könyvtár kamaraterme
- 2020 „Eltűnt idő nyomában” – Nyírbátor, Báthori István Múzeum
- 2021 „Eltűnt idő nyomában” – Debrecen, DAB-székház
- 2021 „Jézustól Szent Lászlóig” - Újfehértó, Múzeum
- 2021 „Eltűnt idő nyomában” – Ibrány, Ibrányi László Művelődési Központ
- 2022 „Jézustól Szent Lászlóig” – Nyíregyháza, Sipeki Galéria
- 2022 „Jézustól Szent Lászlóig” – Ibrány, Ibrányi László Művelődési Központ
- 2022 „Jézustól Szent Lászlóig” - Magyar Nemzetei Múzeum Vay Ádám Gyűjteménye, Vaja
- 2022 „Jézustól Szent Lászlóig – Középkori freskók a Felső-Tisza vidékéről” - Debrecen, DAB-székház
- 2023 „Tollal és fotókkal” (a Kulturális Örökség Napjai alkalmából) - Nyíregyháza, Móricz Zsigmond Könyvtár társalgója
- 2023 „Idő és Időtlenség” – Nyíregyháza, Sipeki Galéria
- 2024 „Idő és Időtlenség” – Újfehértó, Nánásy-Nozdroviczky kastély
- 2024 „Idő és Időtlenség” – Vaja, Magyar Nemzeti Múzeum Vay Ádám Gyűjteménye (a vajai reneszánsz várkastély földszinti termeiben)

## Díjai, elismerései
- 2008 a Magyar műemlékvédelemért, Forster Gyula-Emlékérem Forster Gyula-díj
- 2010 a Jemeni Köztársaság Jemen Elismerő Arany Oklevele
- 2018. november 20-án felvették a nemzeti értékek közé Sipos László műemlékvédő és műemlékfotózással kapcsolatos munkásságát (Nyíregyházi Települési Értéktár Bizottság Ikt.sz.:. 46/2018.)
- 2020 Nívó-díj
- 2023 Debreceni Akadémiai Bizottság  - DAB Elismerő Oklevél